# Уласкова
Уласкова (ест. Ulaskova), також Уласкува, Уласкюла, Ууссалу — село в Естонії, входить до складу волості Меремяе, повіту Вирумаа.